# Jenna Prandini
Jenna Elizabeth Prandini (Fresno, 20 de novembro de 1992) é uma velocista norte-americana, medalhista olímpica e campeã mundial do revezamento 4x100 metros.
Em seu primeiro ano, em 2015, ela venceu tanto o salto em distância quanto o triplo e também terminou em segundo nos 100 metros. Nos Jogos Olímpicos de Verão de 2020, conquistou a medalha de prata na prova de revezamento 4x100 metros feminino com o tempo de 41.45 segundos, ao lado de Javianne Oliver, Teahna Daniels, Gabrielle Thomas, English Gardner e Aleia Hobbs.